# Mønstergenkendelsesreceptor
 Mønstergenkendelsesreceptorer  også kendt som Pattern Recognition Receptors på engelsk eller (PRR'er) spiller en stor rolle i funktionen af det medfødte immunsystem, både i dyre- og planteceller. Disse PRR'er er sensorer, der detekterer molekyler udskilt af patogene organismer, såsom bakterier eller svampe. De er proteiner, der primært udtrykkes af celler i det medfødte immunsystem. Hos dyr omhandler dette dendritiske celler, makrofager, monocytter, neutrofiler, samt epitelceller.
Disse PRR'er bliver også kaldt primitive mønstergenkendelsesreceptorer, da de udviklede sig før andre dele af immunsystemet, primært før adaptiv immunitet. PRR'er bruges også til at mediere initieringen af antigenspecifik adaptiv immunrespons samt frigivelse af inflammatoriske cytokiner. De bliver reguleret gennem en række forskellige veje, der sikrer optimal immun- og inflammatorisk respons imod patogener og deres skadelige molekyler.

## PAMP'er og DAMP'er
PRR'er bruges til at identificere molekyler der er en del af en infektion eller trussel mod værten. Disse molekyler kan opdeles i to klasser: PAMP'er (pathogen-associated molecular patterns) og DAMP'er (damage-associated molecular patterns). Disse molekyler er begge inflammatoriske signaler der aktiverer immunsystemet hos værten. PAMP'er udskilles fra patogener og signalerer infektion, mens DAMP'er frigives af beskadigede eller døende celler hos værten, og signalerer skade.
PAMP'er er specifikke molekyler, der genkendes af en given PRR. De omfatter en række af bakterielle kulhydrater såsom lipopolysaccharider, mannose og nukleinsyrer. De omfatter også bakterielt eller viralt DNA eller RNA, samt en række af bakterielle peptider (som flagellin), svampe-glucaner og kitin. Der er udvist en betydeligt diversitet i koevolutionen mellem PRR'er og PAMP'er.
DAMP'er er endogene stresssignaler og omfatter urinsyre og ekstracellulær ATP blandt mange andre sammensætninger. Der er flere undergrupper af PRR'er der klassificeres efter deres ligand specificitet, funktion, lokalisering og/eller evolutionære forhold.

## Mønsterudløst immunitet i planter
Mønsterudløst immunitet eller pattern-triggered immunity (PTI) beskriver plantens immunrespons når konserverede mønstre (PAMPs) fra patogener, tidligere nævnt flagellin og chitin, bliver genkendt af PRR's på overfladen af plantecellerne. Denne interaktion leder til konformationsændringer i PRR, hvilket initierer signalveje inde i plantecellen. Helt generelt omfatter disse signalveje fosforyleringskaskader, der fører til indstrømning af Ca²⁺-ioner samt produktion af reaktive iltforbindelser (ROS). Disse komponenter hjælper med spredning af faresignalet til andre celler, men opruster også de individuelle celler mod patogenrne. Dette forekommer gennem aktivering af forsvarsgener. Formålet med disse forsvarsgener er følgende:
- Forstærke cellevæggen gennem callose-aflejring for at forhindre indtrængen af patogenet
- Producere ekstracellulære antimikrobielle molekyler med henblik på at bekæmpe patogenet
- Aktivere hypersensitivt respons (HR), en programmeret celledød, der forhindrer spredning af patogene fra den enkelte celle.